# Natalia Morozowicz

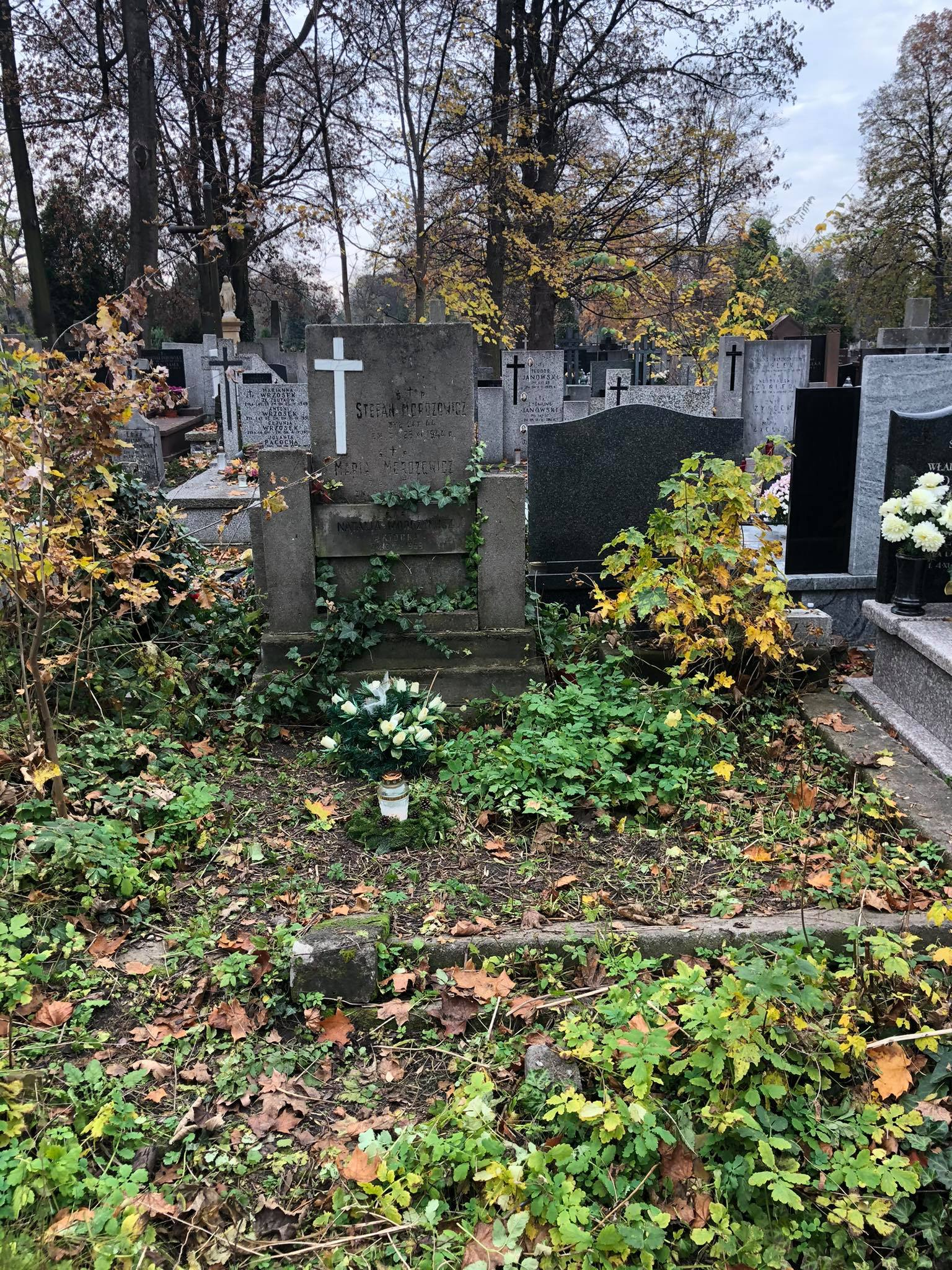
Grób Natalii Morozowicz na Cmentarzu Bródnowskim

Natalia Morozowicz z domu Truskowska (ur. 14 marca 1879 w Warszawie, zm. 8 września 1964 w Skolimowie) – polska aktorka teatralna.

## Życiorys
Lekcje aktorstwa pobierała u Józefa Kotarbińskiego, w sezonie 1892/1893 miała angaż w corps de ballet warszawskiego Teatru Rozmaitości. Od 1893 przez dwa sezony grała w teatrach krakowskich używając panieńskiego nazwiska. Kolejne dwa sezony związała z Lublinem, a sezon 1897/1898 z Sosnowcem. W 1899 została żoną aktora Henryka Morozowicza i razem z nim do 1903 występowała w Lublinie. W 1905 grała w Kaliszu, rok później Henryk Morozowicz zmarł mają 37 lat. Od tego czasu aktorka zaczęła używać nazwiska Morozowiczowa. Od 1906 do 1914 mieszkała w Łodzi i była zaangażowana w tamtejszym Teatrze Polskim. Po wybuchu I wojny światowej przeniosła się do Kijowa, gdzie grała w Teatrze Polskim. Do kraju powróciła w 1918 i przyłączyła się do teatru objazdowego prowadzonego przez Ludwika Dybizbańskiego. Trupa ta grała głównie na Pomorzu i w Wielkopolsce, a od 1920 tworzyła stały teatr w Bydgoszczy. Natalia Morozowicz grała na tej scenie do 1939, kiedy to przeniosła się do Warszawy, gdzie od 1941 do 1942 grała w jawnym Teatrze Komedia. Po Powstaniu Warszawskim wyjechała do Wieliczki, a po zakończeniu wojny powróciła do Bydgoszczy, gdzie grała do 27 września 1959. W październiku 1959 przeszła w stan spoczynku i zamieszkała w Domu Aktora Weterana w Skolimowie, gdzie zmarła w wieku osiemdziesięciu pięciu lat.
Odznaczona Krzyżem Kawalerskim Orderu Odrodzenia Polski (1954).
Została pochowana na cmentarzu Bródnowskim (kw. 6E-I-10/12).